# Диви истории
„Диви истории“ (на испански: Relatos salvajes) е аржентинско-испански филм от 2014 година, трагикомедия на режисьора Дамиан Сифрон по негов собствен сценарий.
Филмът е съставен от шест самостоятелни истории, обединени от темите за насилието и отмъщението: пилот събира в самолета си всички, които са го обиждали в живота му, и го разбива в дома на родителите си; готвачка убива лихвар, отнел дома на нейна колежка; двама шофьори влизат в нелеп конфликт на откъснато шосе и се убиват един друг; специалист по експлозивите си отмъщава на общината, взривявайки паркинг за събиране на неправилно паркирали автомобили; семеен градинар поема вината за пътна катастрофа на богат младеж; младоженка си отмъщава на сватбата за предишна изневяра на младоженеца. Главните роли се изпъляняват от Дарио Грандинети, Мария Марул; Хулиета Силберберг, Рита Кортесе, Сесар Бордон; Леонардо Сбарахлия, Валтер Донадо; Рикардо Дарин; Оскар Мартинес, Херман де Силва, Осмар Нунес; Ерика Ривас, Диего Хентиле.
„Диви истории“ получава награда на БАФТА за чуждоезичен филм и е номиниран за наградата „Златна палма“, както и за „Оскар“ за чуждоезичен филм.